# Alzate Brianza
Pour les articles homonymes, voir Alzate et Brianza.
Alzate Brianza est une commune italienne d'environ 5 000 habitants située dans la province de Côme dans la région Lombardie.

## Administration
| Période                                  | Période  | Identité         | Étiquette | Qualité |
| ---------------------------------------- | -------- | ---------------- | --------- | ------- |
| 8 juin 2009                              | en cours | Massimo Gherbesi | SE        |         |
| Les données manquantes sont à compléter. |          |                  |           |         |

### Hameaux
Fabbrica Durini, Mirovano, Verzago.

### Communes limitrophes
Anzano del Parco, Brenna, Cantù, Inverigo, Lurago d'Erba, Orsenigo.